# Olympische Sommerspiele 2024/Synchronschwimmen – Gruppe
Der Gruppenwettkampf im Synchronschwimmen bei den Olympischen Spielen 2024 in Paris fand vom 5. bis 7. August 2024 statt. Austragungsort war das neu erbaute Centre Aquatique Olympique in Saint-Denis. Titelverteidigerinnen waren die Athletinnen des Russischen Olympischen Komitees (ROC), die in Tokio in der Besetzung Swetlana Kolesnitschenko, Swetlana Romaschina, Alexandra Pazkewitsch, Marija Schurotschkina, Polina Komar, Marina Goljadkina und Wlada Tschigirjowa gewannen. Seit den Spielen 2000 waren die Russinnen in diesem Wettkampf ungeschlagen. Erstmals durften in Paris auch Männer im Synchronschwimmen teilnehmen. Im Oktober 2022 beschloss der Weltverband FINA, dass in jedem Team zwei der acht Schwimmer männlich sein dürfen.

## Titelträger
| Olympische Spiele 2020       | ROC     | Tokio             |
| Weltmeisterschaften 2024     | China   | Doha              |
| Panamerikanische Spiele 2023 | Mexiko  | Santiago de Chile |
| Asienspiele 2022             | China   | Hangzhou          |
| Europameisterschaft 2022     | Ukraine | Rom               |

## Qualifikation
Zehn Mannschaften konnten sich für den Wettkampf in der Gruppe qualifizieren. Ein Platz wurde Gastgeber Frankreich automatisch zugewiesen. Zudem erhielten die Siegerteams der Asienspiele 2022 und Panamerikanische Spiele 2023 einen Quotenplatz. Die kontinentalen Vertreter Afrikas und Ozeaniens wurden im Rahmen der Weltmeisterschaften 2024 ermittelt. Das Teilnehmerfeld wurde durch die fünf besten, noch nicht qualifizierten Teams der Weltmeisterschaften 2024 vervollständigt.

## Ergebnisse
| Platz | Athletinnen | Nation             | Technik  | Kür      | Akrobatik | Gesamt   |
| ----- | --- | ------------------ | -------- | -------- | --------- | -------- |
| 1     | Chang Hao Feng Yu Wang Ciyue Wang Liuyi Wang Qianyi Xiang Binxuan Xiao Yanning Zhang Yayi                                               | China              | 313,5538 | 398,8917 | 283,6934  | 996,1389 |
| 2     | Anita Alvarez Jaime Czarkowski Megumi Field Keana Hunter Audrey Kwon Jacklyn Luu Daniella Ramirez Ruby Remati                           | Vereinigte Staaten | 282,7567 | 360,2688 | 271,3166  | 914,3421 |
| 3     | Txell Ferré Gaset Marina García Polo Lilou Lluís Valette Meritxell Mas Alisa Ozhogina Paula Ramírez Iris Tió Blanca Toledano            | Spanien            | 287,1475 | 346,4644 | 267,1200  | 900,7319 |
| 4     | Laelys Alavez Anastasia Bayandina Ambre Esnault Laura Gonzalez Romane Lunel Eve Palneix Charlotte Tremble Laura Tremble                 | Frankreich         | 277,7925 | 340,0561 | 268,8001  | 886,6487 |
| 5     | Moe Higa Moeka Kijima Uta Kobayashi Tomoka Satō Ayano Shimada Ami Wada Mashiro Yasunaga Megumu Yoshida                                  | Japan              | 284,9017 | 343,0291 | 252,7533  | 880,6841 |
| 6     | Scarlett Finn Audrey Lamothe Jonnie Newman Raphaelle Plante Kenzie Priddell Claire Scheffel Jacqueline Simoneau Florence Tremblay       | Kanada             | 262,4808 | 343,6854 | 253,0567  | 859,2229 |
| 7     | Regina Alférez Fernanda Arellano Nuria Diosdado Itzamary González Joana Jiménez Samanta Rodríguez Jessica Sobrino Pamela Toscano        | Mexiko             | 242,9491 | 347,3874 | 263,4567  | 853,7932 |
| 8     | Linda Cerruti Marta Iacoacci Sofia Mastroianni Enrica Piccoli Lucrezia Ruggiero Isotta Sportelli Giulia Vernice Francesca Zunino        | Italien            | 277,8304 | 326,1500 | 241,9866  | 845,9670 |
| 9     | Carolyn Buckle Georgia Courage-Gardiner Raphaelle Gauthier Kiera Gazzard Margo Joseph-Kuo Anastasia Kusmawan Zoe Poulis Milena Waldmann | Australien         | 235,9071 | 280,5521 | 211,9766  | 728,4358 |
| 10    | Farida Abdelbary Mariam Ahmed Nadine Barsoum Amina Elfeky Hana Hiekal Salma Marei Sondos Mohamed Nehal Saafan                           | Ägypten            | 242,7651 | 243,9896 | 219,2267  | 705,9814 |